# Bourg-et-Comin

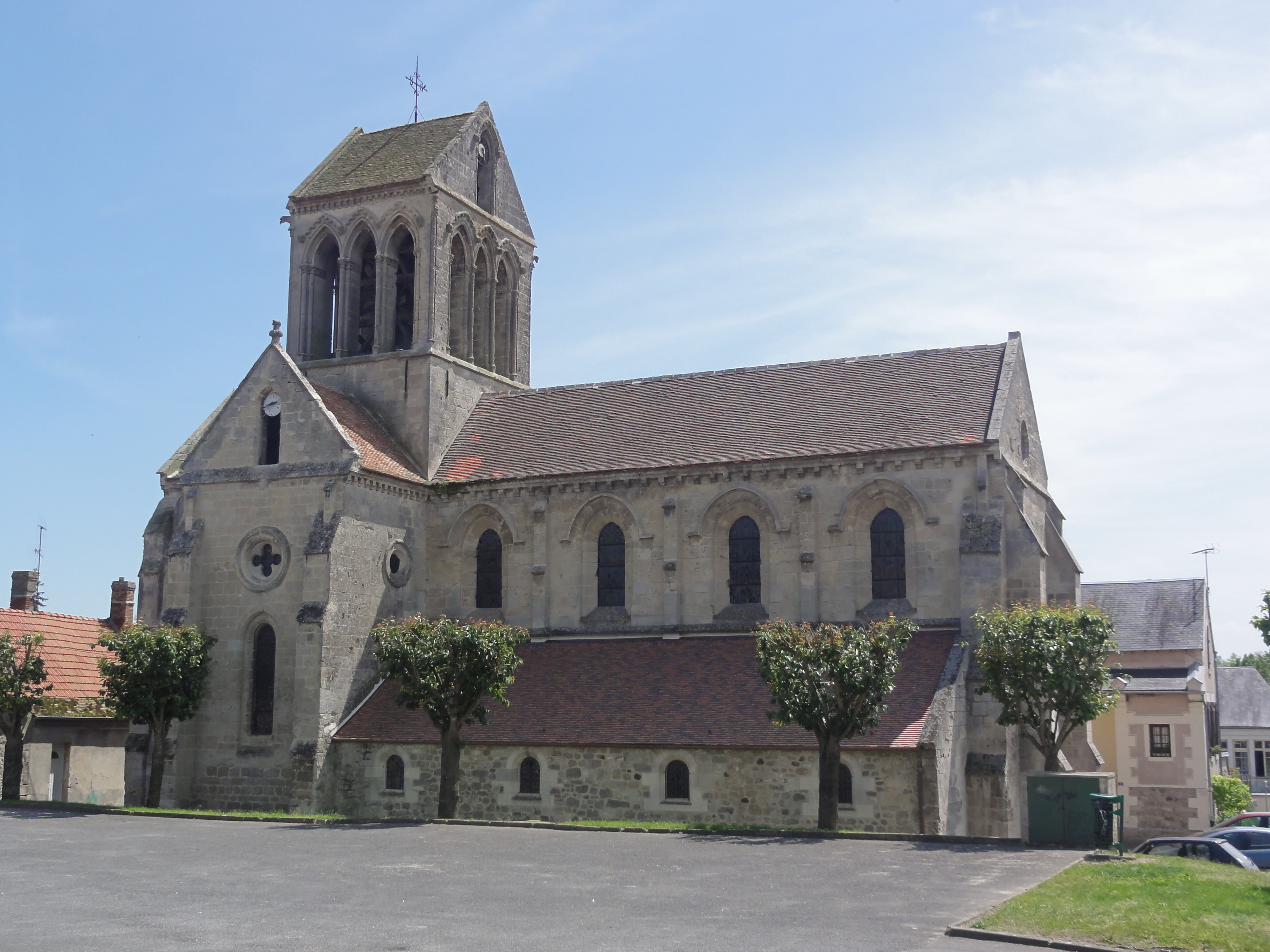

Bourg-et-Comin este o comună în departamentul Aisne din nordul Franței. În 1 ianuarie 2022 avea o populație de 809 de locuitori.